# 尖刺式刺刀

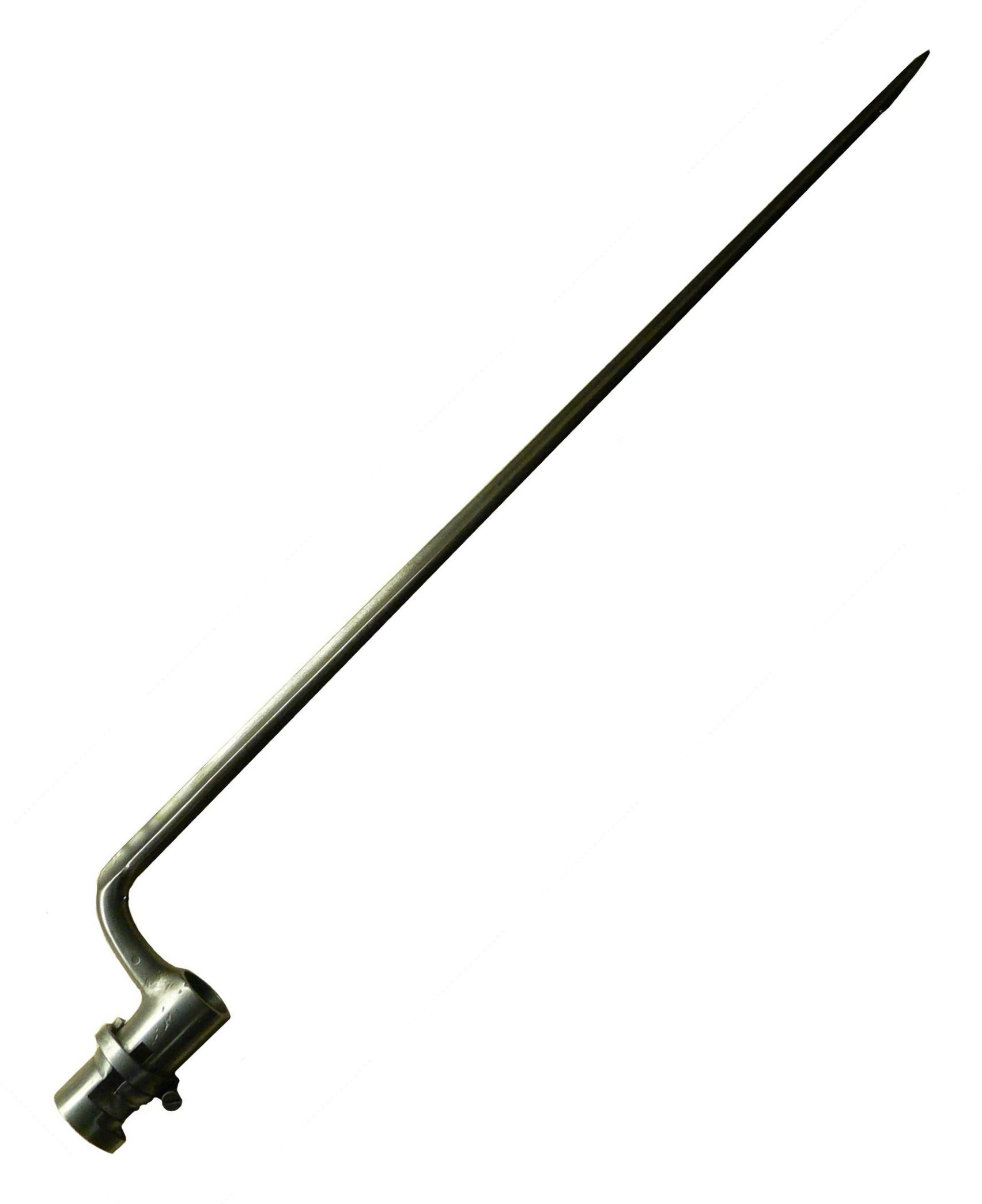
19世纪早期的尖刺式刺刀

尖刺式刺刀是一种装在枪械上的尖刺、钉子而非小刀。大部分早期火枪安装的都是尖刺。19世纪初，小刀式刺刀开始出现。20世纪初到20世纪中叶，尖刺式刺刀再度出现，一般都是折叠式，这样可以令枪支更加紧凑。二战结束后，各国陆军又不再青睐尖刺式刺刀。